# チアゴ・エドゥアルド・ジ・アンドラージ
チアゴ・アンドラーデ（Thiago Andrade）ことチアゴ・エドゥアルド・ジ・アンドラージ（葡: Thiago Eduardo de Andrade、2000年10月31日 - ）は、ブラジル・サンパウロ州出身のプロサッカー選手。Jリーグ・セレッソ大阪所属。ポジションはフォワード（ウイング）。

## クラブ歴
フルミネンセFCの下部組織から2019年にポルティモネンセSCの下部組織に移籍。同年にECバイーアの下部組織に移籍した。2021年1月6日に行われたカンピオナート・ブラジレイロ・セリエAでスターティングメンバーとして出場し選手初出場。同月20日にはプロ初得点も記録した。
同年4月10日にメジャーリーグサッカーのニューヨーク・シティFCに完全移籍。移籍金は推定180万ドルで、「育てる必要はかなりあるがプレーの質は高くユーティリティーでポテンシャルが高い」として獲得した。6月19日に移籍後初出場初得点を記録した。
2023年にブラジルのアトレチコ・パラナエンセへ期限付き移籍。買取オプションが付帯されていたが、アトレチコは行使しなかった。
2024年に中国超級リーグの深圳新鵬城足球倶楽部へ期限付き移籍。
2025年、サンディエゴFCのMLS新規参入に伴うドラフトの指名を受けて、サンディエゴFCへ完全移籍。その後、トロントFCがスーパードラフトの一巡目指名権と引き換えにチアゴを獲得。しかし、チアゴ自身はセレッソ大阪へ完全移籍することを選び、サンディエゴ、トロント両クラブでプレーすることはなかった。